# Cavaliere senza testa (La leggenda di Sleepy Hollow)
Il Cavaliere senza testa è un personaggio del racconto ottocentesco La leggenda di Sleepy Hollow di Washington Irving.

## Caratteristiche
Il cavaliere senza testa è una figura leggendaria presente nel folklore di un uomo decapitato a cavallo, solitamente uno spettro.
Ne La leggenda di Sleepy Hollow di Washington Irving, si racconta di un mercenario assiano che partecipò alla guerra d'indipendenza americana. Durante "una qualche battaglia senza nome", una palla di cannone degli americani gli staccò di netto la testa, uccidendolo sul colpo. Da quel giorno il soldato decapitato, diventato il cavaliere senza testa, vaga ogni notte (nel film solo nella notte di Halloween) a cavallo nella bramosa ricerca di una testa nei pressi della chiesa olandese e del cimitero della Valle addormentata. Infatti bracca i passanti nella foresta per decapitarli, prendere loro la testa e mettersela sulle spalle per rimpiazzare quella persa. La cosa più inquietante e pericolosa del cavaliere è il fatto che gli piacciano tutti i tipi di teste (come spiegato nella canzone The Headless Horseman), quindi chiunque può essere decapitato (in una scena del film sembra tentare di decapitare oltre ad Ichabod anche il cavallo). Tuttavia c'è un sistema per salvarsi: il cavaliere senza testa può estendere il suo dominio solo nei boschi, ma se si oltrepassa il ponte della Valle Addormentata, lo spettro perde tutti i suoi poteri oscuri, in quanto, come i vampiri, anche i fantasmi non possono oltrepassare l'acqua corrente.
Brom Bones spiega che i fantasmi sono molto malvagi, ma il peggiore di tutti è proprio il Cavaliere senza Testa: questo lascia intendere che i fantasmi di Halloween si limitino soltanto a spaventare le persone, mentre il Cavaliere invece sia l'unico che uccida gli uomini. Viene inoltre descritto come un essere temuto da tutti i fantasmi e anche da tutti i demoni. Nel film dà la caccia ad Ichabod Crane, avventuratosi nel bosco per tornare a casa, con l'intenzione di ucciderlo ed appropriarsi della sua testa e a volte arriva vicinissimo a decapitarlo. In una scena, i cavalli di Ichabod e dello spettro si scontrano l'uno contro l'altro, e Ichabod, finendo addosso al fantasma, guarda dentro il suo collo e fa la raccapricciante scoperta che il Cavaliere non ha per davvero una testa. Alla fine Ichabod riesce ad oltrepassare il ponte e quindi apparentemente si salva (in effetti il Cavaliere si ferma proprio davanti al ponte). Ma in realtà è spacciato perché lo spettro ha ancora un asso nella manica: gli lancia infatti la sua presunta testa che teneva in mano (che si rivela essere un Jack-o'-lantern infuocato) che riesce ad oltrepassare il ponte, centrandolo alla testa. La mattina dopo viene trovato solo il cappello del maestro di scuola e una zucca spaccata (presumibilmente la finta "testa" che aveva il Cavaliere), ma Ichabod è sparito. Alcuni dicono che Ichabod sia ancora vivo e sia sposato con una ricca vedova dalla quale avrebbe avuto dei figli. Ma, come afferma il narratore della storia, i bravi coloni olandesi si rifiutano di credere a queste sciocchezze, poiché sapevano che il maestro di scuola era stato portato via per sempre dal macabro e terrificante Cavaliere senza Testa. Brom, invece, ride ogni qualvolta qualcuno racconta di come il "cavaliere" abbia portato via Crane, lasciando intuire che in realtà lui si sia travestito nel fantasma per scacciare via il suo rivale.

## Altri media

Il Cavaliere senza testa in versione Disney nel film d'animazione Le avventure di Ichabod e Mr. Toad

- Il Cavaliere senza testa è un antagonista del classico Disney Le avventure di Ichabod e Mr. Toad del 1949. A differenza del libro, dove è lasciato intuire che il Cavaliere sia un travestimento di Brom, diversi indizi, quali il fatto che Crane riesce a vedere dentro il suo colletto, confermano che si tratti di un vero spettro. Ricompare poi in altri media quali House of Mouse - Il Topoclub.
- Il Cavaliere senza testa compare, con una diversa storia, nel film Il mistero di Sleepy Hollow. Il cavaliere, interpretato da Christopher Walken, era uno spietato mercenario dell'Assia noto per decapitare le sue vittime e i suoi denti affilati (da lui stessi limati). Un giorno, due ragazzine, vedendolo nascondersi, rivelarono il suo nascondiglio ai nemici, che lo uccisero e seppellirono. Nel film, il cavaliere resuscita poiché una delle due ragazzine, entrambe streghe, rubò la sua testa e ora vaga per Sleepy Hollow alla ricerca del suo teschio, uccidendo chi gli capita a tiro.
- Nella serie TV Sleepy Hollow, il Cavaliere ricopre il ruolo di Brom con il nome di Abraham Van Brunt. Dopo che Crane gli "rubò" Katrina, decise di diventare il primo dei cavalieri dell'apocalisse. Muore poi per decapitazione, per poi venir resuscitato nel XXI secolo affinché possa concludere la sua vendetta.
- Un simile mostro, nominato "Cavaliere Senza Testa e Senza Cavallo" (Headless Horseless Horsemann, spesso abbreviato in HHH) compare come boss degli eventi di Halloween in Team Fortress 2. Pare trattarsi del fantasma del fratello del fondatore della compagnia, Silas Mann, che vaga per la magione di famiglia, la notte di Halloween, come uno gigantesco cavaliere scheletrico con una zucca come testa e un'enorme ascia come arma.
- Una versione pony di questo personaggio, il Cavallo senza testa, è più volte menzionata in My Little Pony - L'amicizia è magica, come mostro di storie dell'orrore che va a caccia di puledrini da mangiare, nonostante l'ovvia lacuna di una bocca per farlo.
- Un'altra versione ippica del Cavaliere Senza Testa compare nella serie animata DuckTales del 2017: si tratta dell'Uomo Cavallo Senza Testa, successivamente rinominato Manny (abbreviazione di Headless Man-Horse) sconfitto da Paperone. Quando viene poi liberato, Paperone gli fa cadere sul collo un suo busto, rendendolo "normale", viene poi rivisto come assistente di laboratorio di Archimede. Comunica tramite i suoi zoccoli con il codice Morse. Più avanti si scoprirà che la sua vera identità è quella dell'Uomo Cavallo dell'Apocalisse: un essere equino con ali di pipistrello (quest'ultima forma è una citazione della serie animata Gargoyles)[1].